# Kiribati op de Olympische Zomerspelen 2016
Kiribati nam deel aan de Olympische Zomerspelen 2016 in Rio de Janeiro, Brazilië. Drie sporters namen deel aan de Spelen, twee in de atletiek en één in het gewichtheffen. Gewichtheffer en vlaggendrager David Katoatau trok de aandacht bij het gewichtheffen door te dansen na zijn pogingen bij de klasse tot 105 kilogram; hij deed dit om aandacht te vragen voor klimaatverandering en de bedreiging die het vormt voor Kiribati.

## Deelnemers en resultaten
(m) = mannen, (v) = vrouwen 

### Atletiek
| Olympiër          | Discipline | Resultaat | Prestatie              |
| ----------------- | ---------- | --------- | ---------------------- |
| John Ruuka        | 100m (m)   | 81e       | serie 2: 6de in 11,65  |
|                   |            |           |                        |
| Karitaake Tewaaki | 100m (v)   | 80e       | serie 3: 8ste in 14,70 |

### Gewichtheffen
| Olympiër          | Discipline | Resultaat | Prestatie                                                    |
| ----------------- | ---------- | --------- | ------------------------------------------------------------ |
| David Katoatau VO | –105kg (m) | 14e       | trekken: 17de met 145kg stoten: 12de met 204kg totaal: 349kg |